# NGC 3116
NGC 3116 é uma galáxia elíptica (E) localizada na direcção da constelação de Leo Minor. Possui uma declinação de +31° 05' 54" e uma ascensão recta de 10 horas, 06 minutos e 45,0 segundos.